# Scharq Darfur
Scharq Darfur (arabisch شرق دارفور, deutsch Ost-Darfur) ist ein Bundesstaat Sudans.
Er ist einer von fünf Bundesstaaten der Region Darfur. Im Januar 2012 ist er als Ergebnis des laufenden Friedensprozess der Region Darfur gegründet worden. Seine Hauptstadt ist ad-Du'ain. Der Bundesstaat wurde von Dschanub Darfur abgetrennt. 2017 wurde die Bevölkerung auf ca. 1,5 Millionen geschätzt.

## Distrikte
- ad-Du'ain
- Abu Jakra
- Abu Karinka
- Adila
- Assalaya
- Bahr el Arab
- El Ferdous
- Yassin
- Schearia